# 查尔梅特 (路易斯安那州)
查尔梅特（英語：Chalmette）是美国路易斯安那州圣贝尔纳堂区的一个普查规定居民点，也是该堂区的区政府所在地。根据2010年美国人口普查，查尔梅特一共有16751人，其中76%是白人，2011年人口上升到了17119人。不过2000年美国人口普查时这里一共有32069人，飓风卡特里娜后这里人口急剧下降，2010和2000年的人口普查结果相比已经下降了46%。查尔梅特也是新奥尔良大都市统计区的组成部分。